# 陈斯喜
陈斯喜（1958年2月—），福建大田人。男，汉族。加入中国共产党。北京大学宪法学与行政法学专业毕业。
2008年，任第十一届全国人大常委会委员、全国人大内务司法委员会副主任委员。2013年，当选第十二届全国人民代表大会福建地区代表，任第十二届全国人大常委会委员、全国人大内务司法委员会副主任委员